# 3-дюймовая пушка M5
3 inch Gun M5 — противотанковая пушка, разработанная в США во время Второй мировой войны. Пушка сочетает в себе 3-дюймовый (76,2-мм) ствол зенитной пушки T9 и части 105-мм гаубицы М101. M5 участвовала в боях Итальянской кампании и северо-западных областях Европы.

## История создания
Решение о создании тяжёлого противотанкового орудия на основе узлов уже существовавших пушек было принято департаментом артиллерийских вооружений армии США в 1942 году. Для создания орудия были использованы ствол и казённик 3-дм зенитного орудия М3, зарядная камера которой была переделана под новый снаряд, а также затвор и противооткатные устройства 105-мм гаубицы М101.
Также был разработан лафет в двух модификациях. Его изначальный вариант использовал броневой щит гаубицы M101 и получил название Gun Carriage M1. Впоследствии был разработан вариант под названием М6, использовавший собственный наклонный щит.
Орудие получило индекс 3-in Antitank Gun M5 (3-дюймовое противотанковое орудие M5).
Серийно выпускалась с декабря 1942 по сентябрь 1944 года. Всего было поставлено 2500 орудий (1942 — 250, 1943 — 1250, 1944 — 1000).

## Использование
Орудия М5 начали поступать в части армии США в декабре 1941 года.

### Бронебойность
Орудие было способно пробить вертикальный лист брони толщиной 84 мм с расстояния 2 км и вертикальную броню толщиной 103 мм на километре. Таким образом, M5 не уступало лучшим противотанковым орудиям того времени и успешно действовало в составе противотанковых батарей армии США.
Специально для M5 было разработано несколько типов бронебойных боеприпасов, из которых наиболее распространённым стал снаряд с бронебойной головкой (АРС), известный под названием М62.
Ствол М5 также послужил основой для различных истребительно-противотанковых самоходных артиллерийских установок, наиболее важной из которых была М10А1. В ней пушка устанавливалась в специальной открытой башне на танке Шерман. Всего  М10А1 и М10 выпустили 6406 экземпляров.

### Недостатки
Главным недостатком M5 была его большая масса (лафет, лёгкий для гаубицы, оказался слишком тяжёлым для противотанковой пушки), что значительно затрудняло его перемещение и установку. Для быстрого перемещения M5 использовались тяжёлые полноприводные грузовики.
Вскоре после окончания войны большинство M5 было снято с вооружения армии США и заменено более современными орудиями.